# Tunnel d'Islisberg
Le tunnel d'Islisberg (en allemand Islisbergtunnel) est un tunnel autoroutier à deux tubes faisant partie de l'autoroute A4 dans le canton de Zurich en Suisse. D'une longueur de 4 680 mètres, il est ouvert à la circulation depuis le 13 novembre 2009.

## Caractéristiques
Le tube ouest a une longueur de 4 680 m et le tube est une longueur de 4 645 m.